# Виборчий округ 179
Виборчий округ 179 — виборчий округ в Харківській області. В сучасному вигляді був утворений 28 квітня 2012 постановою ЦВК №82 (до цього моменту існувала інша система виборчих округів). Окружна виборча комісія цього округу розташовується в приміщенні Красноградської районної бібліотеки за адресою м. Красноград, вул. Бєльовська, 88.
До складу округу входять місто Лозова, а також Зачепилівський, Кегичівський, Красноградський, Лозівський і Сахновщинський райони. Виборчий округ 179 межує з округом 180 на півночі, з округом 178 на сході, з округом 38 на півдні та з округом 149 на заході. Виборчий округ №179 складається з виборчих дільниць під номерами 630371-630394, 630498-630519, 630530-630571, 630639-630669, 630745-630778, 630999-631000, 631002-631024, 631026-631035 та 631037.

## Народні депутати від округу
| Ім'я                         | Фото | Партія          | Скликання | Дата набуття повноважень | Дата припинення повноважень                                  |
| ---------------------------- | ---- | --------------- | --------- | ------------------------ | ------------------------------------------------------------ |
| Гіршфельд Анатолій Мусійович |      | Партія регіонів | 7-ме      | 12 грудня 2012           | 27 листопада 2014                                            |
| Гіршфельд Анатолій Мусійович |      | самовисуванець  | 8-ме      | 27 листопада 2014        | 29 серпня 2019                                               |
| Кучер Олексій Володимирович  |      | Слуга народу    | 9-те      | 29 серпня 2019           | 5 листопада 2019 (перейшов на посаду Голови Харківської ОДА) |
| Світлична Юлія Олександрівна |      | самовисуванець  | 9-те      | 13 квітня 2020           |                                                              |

## Результати виборів

### Парламентські

#### Довибори 2020
Одномандатний мажоритарний округ:

Кандидати-мажоритарники (10 кандидатів із найбільшо кількістю голосів):
- Світлична Юлія Олександрівна (самовисування)
- Пташник Вікторія Юріївна (Європейська Солідарність)
- Єгорова-Луценко Тетяна Петрівна (самовисування)
- Світлична Яна Олексіївна (самовисування)
- Швайка Ігор Олександрович (Свобода)
- Лазуренко Тетяна Вікторівна (самовисування)
- Захаров Валентин Євгенович (Блок опозиційних сил)
- Огурцов Дмитро Олександрович (Життя)
- Коваленко Ольга Валеріївна (Жінки за майбутнє)
- Авакін Дмитро Володимирович (самовисування)

#### 2019
Кандидати-мажоритарники:
- Кучер Олексій Володимирович (Слуга народу)
- Чернов Сергій Іванович (Опозиційний блок)
- Гіршфельд Анатолій Мусійович (самовисування)
- Степанов Сергій Федорович (Опозиційна платформа — За життя)
- Трюхан Вадим Валерійович (Хвиля)
- Головінов Ігор Іванович (Радикальна партія)
- Земляна Валентина Володимирівна (Аграрна партія України)
- Голіков Олексій Юрійович (Самопоміч)
- Слабун Сергій Володимирович (Патріот)
- Каулько Ігор Євгенович (самовисування)

#### 2014
Кандидати-мажоритарники:
- Гіршфельд Анатолій Мусійович (самовисування)
- Грицак Василь Миколайович (самовисування)
- Сліченко Сергій Іванович (Блок Петра Порошенка)
- Шахматенко Сергій Іванович (Народний фронт)
- Квартенко Роман Олексійович (самовисування)
- Діяк Іван Васильович (самовисування)
- Полковниченко Олександр Миколайович (Сильна Україна)
- Ворожцов Олександр Миколайович (самовисування)
- Кудревич Микола Олександрович (Радикальна партія)
- Каулько Ігор Євгенович (самовисування)
- Тітов Микола Ілліч (самовисування)
- Бобровникова Наталія Пилипівна (Ми Українці)
- Момот Микола Федорович (Батьківщина)

#### 2012
Кандидати-мажоритарники:
- Гіршфельд Анатолій Мусійович (Партія регіонів)
- Петренко Сергій Миколайович (УДАР)
- Ярещенко Михайло Євгенович (Комуністична партія України)
- Полковниченко Олександр Миколайович (самовисування)
- Шахматенко Сергій Іванович (самовисування)
- Мішуровська Світлана Тимофіївна (самовисування)
- Ткаченко Олександр Іванович (Соціалістична партія України)
- Тимошенко Володимир Миколайович (самовисування)

## Явка
Явка виборців на окрузі: